# Embargo
Embargo (hiszp. „zajęcie, sekwestr”) – zakaz importu lub eksportu określonych towarów do lub z danego państwa, czyli ograniczenie handlu i innych stosunków z określonym państwem i jego bojkot na arenie międzynarodowej. Embargo jest instrumentem prawa administracyjnego nakładane przez rząd lub międzynarodowe organizacje, traktowane jako szczególny środek odwetowy. Przyczynami nałożenia embarga mogą być handel bronią i sprzętem wojskowym na obszarach konfliktów, stwarzanie zagrożeń militarnych i wspieranie terroryzmu, rozwój broni jądrowej czy łamanie praw człowieka.
Przykłady embarga w historii:
- ustawa o embargu (1807) uchwalona przez Kongres Stanów Zjednoczonych, nakładała embargo na I Cesarstwo Francuskie oraz Wielką Brytanię.
- embargo nałożone na Kubę przez USA[4]
- embargo nałożone na Iran przez USA[5]
- embargo nałożone na Syrię przez USA i Unię Europejską[6]
- embargo nałożone przez USA na PRL po wprowadzeniu stanu wojennego w 1981 roku[7] (zob. CoCom)
- embargo nałożone przez Rosję między innymi na kraje Unii Europejskiej i USA[8]